# Carlos Bossio
Carlos Bossio, né le 1er décembre 1973 à Córdoba (Argentine), est un  footballeur argentin, qui évoluait au poste de gardien de but à Belgrano, à Estudiantes de La Plata, à Benfica, au Vitória Setúbal, à Lanús, à Querétaro, à Defensa y Justicia et à Tiro Federal ainsi qu'en équipe d'Argentine.
Bossio obtient onze sélections avec l'équipe d'Argentine entre 1994 et 1996. Il participe à la Copa América en 1995, à la Coupe des confédérations en 1995, et aux Jeux olympiques en 1996 avec l'équipe d'Argentine.

## Carrière
- 1993-1994 : Belgrano
- 1994-1999 : Estudiantes de La Plata
- 1999-2001 : Benfica
- 2001-2002 : Vitória Setúbal
- 2002-2004 : Benfica
- 2004-2009 : Lanús
- 2009-2011 : Querétaro
- 2011-2012 : Defensa y Justicia
- 2012-2013 : Tiro Federal [2]

## Palmarès

### En équipe nationale
- 11 sélections et 0 but avec l'équipe d'Argentine entre 1994 et 1996

#### Avec Lanús
- Vainqueur du Championnat d'Argentine en 2007 (Tournoi d'ouverture)